# 北海道道551号円山天塩停車場線
北海道道551号円山天塩停車場線（ほっかいどうどう551ごう まるやまてしおていしゃじょうせん）は、北海道天塩郡天塩町内を結ぶ一般道道（北海道道）である。

## 概要

### 路線データ
- 起点：北海道天塩郡天塩町字ウブシ（国道40号交点）
- 終点：北海道天塩郡天塩町新栄通（旧国鉄 羽幌線 天塩駅跡）
- 総延長：12.459 km
- 実延長：11.282 km
- 重用延長：1.177 km

### 道路管理者
- 留萌振興局 留萌建設管理部 遠別出張所

## 歴史
- 1966年（昭和41年）3月31日 - 路線認定[1]。同日付けで北海道道396号天塩停車場線が廃止となる[2]。
- 1987年（昭和62年）3月30日 - 羽幌線の廃線に伴い、天塩駅は廃駅となる。

## 路線状況

### 重複区間
- 北海道道106号稚内天塩線（天塩町字川口 - 天塩町海岸通）

## 地理

### 通過する自治体
- 留萌振興局
  - 天塩郡天塩町

### 交差する道路
天塩町
- 国道40号 -字ウブシ（起点）
- 北海道道855号六志内西雄信内線 - 字ルークシュナイ
- 国道232号 - 字川口
- 北海道道106号稚内天塩線 - 字川口、海岸通（重複）
- 北海道道484号天塩港線 -海岸通

### 沿線にある施設など
天塩町
- 天塩町民スキー場
- 天塩町立天塩中学校
- 天塩町立天塩小学校